# La Ametralladora
La Ametralladora fue una revista española de humor gráfico publicada entre 1937 y 1941.

## Historia
La revista nació originalmente en enero de 1937 como La Trinchera, en plena Guerra Civil, un periódico de guerra editado por la Delegación de Prensa y Propaganda en Salamanca. A partir del número 3 cambió su nombre a La Ametralladora y desde entonces se editó en diferentes sitios —Valladolid, Salamanca, Bilbao— hasta pasar a editarse definitivamente en San Sebastián, como revista semanal dedicada al humor gráfico y a la sátira. Desde mediados de 1937 pasó a estar dirigida por el escritor e historietista Miguel Mihura, que la transformó en una publicación humorística. Enfocada teóricamente a los soldados como una revista de combate, acabó convirtiéndose en una revista de humor fascista. En poco tiempo, la revista alcanzó un gran éxito entre el público de la zona sublevada —en gran parte, por su calidad técnica, buen papel e impresión en cuatricromía— y para octubre de 1938 tenía una tirada de 85 000 ejemplares. Publicó su último número al final de la contienda, el 1 de abril de 1939.
La Ametralladora todavía volvería a aparecer un año después como una sección humorística, mucho más reducida respecto a su época anterior, del semanario Tajo de Madrid, publicándose en este formato hasta mediados 1941. En esa época dejó de publicarse. Tras su desaparición, fue sucedida por la revista satírica La Codorniz, publicación que recogió a buena parte de los antiguos colaboradores de La Ametralladora —bajo la dirección de Miguel Mihura—.

## Colaboradores
Entre sus principales colaboradores destacaron Edgar Neville, Miguel Mihura, Álvaro de Laiglesia, Carlos Bech o el humorista Tono.